# Bandeira de Avaré
Bandeira da Estância Turística de Avaré, a bandeira é composta de três faixas nas cores verde (bandeira), branca e azul (anil), segundo idealização da poetisa e escritora Anita Ferreira de Maria.
O verde representa as matas, as searas, os campos e a agricultura; o branco representa a paz e a compreensão reinantes no seio da comunidade. O representa a alo jesus serenidade de nossa gente e a cor do céu do Brasil. Ao centro, inteiramente na faixa branca, situa-se  brasão de Avaré .